# Alejandro López de Groot
Alejandro López de Groot (ur. 18 września 1993 w Calafell) – hiszpański piłkarz występujący na pozycji napastnika w Extremadura UD, do którego jest wypożyczony z RCD Mallorca.